# Sylvestra Le Touzel
Sylvestra Le Touzel, född 1958 på Jersey, är en brittisk skådespelare. Le Touzel har medverkat i Mansfield Park (1983), Northanger Abbey (2007) och The Crown (2017).

## Filmografi i urval
- 1973 – Brontës värld
- 1983 – Mansfield Park (TV-serie)
- 1985 – John Lennon: A Journey in the Life (TV-film)
- 1991 – Lovejoy (TV-serie)
- 1986–1997 – Alas Smith & Jones (TV-serie)
- 1998 – Vanity Fair (Miniserie)
- 2000 – Morden i Midsomer (TV-serie)
- 2005 – Kommissarie Lynley (TV-serie)
- 2007 – Northanger Abbey (TV-film)
- 2010 – Morden i Midsomer (TV-serie)
- 2011 – Kommissarie Lewis (TV-serie)
- 2012 – Dirk Gently (TV-serie)
- 2012 – Titanic (Miniserie)
- 2013 – Blandings (TV-serie)
- 2014 – Father Brown (TV-serie)
- 2014 – Mr. Turner
- 2017 – The Death of Stalin
- 2017 – The Crown (TV-serie)
- 2020–2023 – Intelligence (TV-serie)